# NGC 4977
NGC 4977 este o liner situată în constelația Ursa Mare. A fost descoperită în 14 aprilie 1789 de către William Herschel. Se află la o distanță de 119,33 megaparseci de Pământ.